# Keulilee
Keulilee is een bestuurslaag in het regentschap Aceh Utara van de provincie Atjeh, Indonesië. Keulilee telt 744 inwoners (volkstelling 2010).